# 軍管区 (日本軍)
日本の軍管区（ぐんかんく）は、1940年から1945年まであった大日本帝国陸軍の管区である。陸軍管区としては最上位の区分で、下に複数の師管（1945年に師管区）を置いた。前身は防衛司令部の担当地域である防空管区で、防衛司令部が軍司令部に改組したときに、軍管区となった。1945年2月までは軍司令部、それ以降は軍管区司令部の管轄地域である。はじめ日本内地に3つだけだったが、1941年からは朝鮮・台湾・満洲国にも設けられ、最終的には11の軍管区が設けられた。

## 制度の変遷

### 軍管区の設置
軍管区以前に長く日本陸軍の管区の最上位にあったのは師管で、師団長と師団司令部がこれを管轄した。師管は地域防衛に師団が責任を持つ担当区域であり、徴兵などの地域行政のための区分でもあった。
軍管区の前身は、1937年（昭和12年）から防衛司令官が担任することとされた防空管区である。防衛司令部は、防空については複数の師管を含めた範囲を管轄するが、防衛一般について師団に対する指揮権を持たなかった。1940年（昭和15年）8月1日にこれを強化して軍司令部に改組したとき、対応する管区として、軍管区が置かれた。軍管区は従来の師管の上に置いたもので、この改定で、陸軍管区は軍管区 - 師管 - 連隊区の3階層になった。
防衛司令部からの権限強化で重要なのは、新しく加わった動員業務である。もと、師管は管轄師団の兵員の供給源で、補助的に外地の部隊や各種官衙にも人員を出していた。ところが、この頃進めていた師団の連隊数を4から3に減らす改編（三単位化）で、各師団で余った1個連隊を集めて独立歩兵団を新設することにした。その兵員は、必然的に複数師管にまたがることになる。そこで、複数師管にまたがる業務を処理する司令部が必要になったのである。

### 軍司令部を軍管区司令部に
1945年（昭和20年）2月9日制定（10日公布、11日施行）の軍令陸第2号で、軍司令部令は軍管区司令部令と改められ、従来の軍司令部は軍管区司令部に改称した。内容に変更はない。軍管区に対応する「軍」は、敵の大部隊に立ち向かうものではなく、動員と警備が主であったから、用語を実態に合わせたものと言える。同時に師管は師管区になり、師団との結びつきを断った師管区司令部が管区業務を担うことになった。連隊区はそのままなので、陸軍管区の階層は軍管区 - 師管区 - 連隊区となった。

### 廃止
第2次世界大戦後の陸軍解体で、防衛・動員のための軍管区の意味はなくなった。しかし、復員業務のための地方機関は、軍管区司令部を改組して作られたので、その地域区分に跡を残した。形式的な廃止は、1946年（昭和21年）3月30日に制定・公布した一復省達第4号による陸軍管区表などの一括廃止により、翌31日になされた。

## 区割りの変遷

### 4軍管区の設置 (1940)
法令上は、1940年7月10日制定（13日公布、8月1日施行）の軍司令部令（昭和15年軍令陸第12号）で軍管区に対する軍司令官の権限が規定され、1940年7月24日制定（26日公布、8月1日施行）の陸軍管区表改定（昭和15年軍令陸第20号）で具体的な名称と区割りが定められた。これ以前の師管には第1師管、第2師管と番号が付けられていたが、このときから地名を冠するようになった。
樺太から沖縄までを北部・東部・中部・西部の4軍管区に分けたが、北部軍管区の設置は北部軍司令部新設まで延期され、その管轄となるべき旭川師管と弘前師管はしばらく東部軍管区に属した。
- 1940年8月1日から12月1日まで[8]
  - 東部軍管区 - 東京師管、宇都宮師管、仙台師管、金沢師管、旭川師管、弘前師管
  - 中部軍管区 - 名古屋師管、京都師管、大阪師管、姫路師管
  - 西部軍管区 - 広島師管、善通寺師管、熊本師管、久留米師管
- 1940年12月2日から1941年10月31日まで
  - 北部軍管区 - 旭川、弘前
  - 東部軍管区 - 東京、宇都宮、仙台、金沢
  - 中部軍管区 - 名古屋、京都、大阪、姫路
  - 西部軍管区 - 広島、善通寺、熊本、久留米

### 朝鮮・台湾・関東の追加 (1941)
1941年8月5日制定（7日公布、11月1日施行）の陸軍管区表改定（昭和16年軍令陸第20号）で、植民地の朝鮮・台湾、さらに関東軍がある満洲国にも軍管区が設置された。朝鮮にはこのとき新たに羅南師管と京城師管が設けられたが、台湾軍管区と関東軍管区には師管がなかった。朝鮮・台湾・関東には連隊区がなく、かわりに兵事区があった。兵事区は朝鮮・台湾には1939年から置かれており、この改定で満洲にも新設した。
- 1941年11月1日から1943年7月31日まで[9]
  - 北部軍管区 - 旭川、弘前
  - 東部軍管区 - 東京、宇都宮、仙台、金沢
  - 中部軍管区 - 名古屋、京都、大阪、姫路
  - 西部軍管区 - 広島、善通寺、熊本、久留米
  - 朝鮮軍管区 -  羅南、京城
  - 台湾軍管区
  - 関東軍管区

### 朝鮮の師管廃止 (1943)
1943年（昭和18年）6月26日制定（7月1日公布、8月1日施行）の軍令陸第15号により、朝鮮の師管が廃止された。
- 1943年8月1日から1944年3月26日まで[9][10]
  - 北部軍管区 - 旭川、弘前
  - 東部軍管区 - 東京、宇都宮、仙台、金沢
  - 中部軍管区 - 名古屋、京都、大阪、姫路
  - 西部軍管区 - 広島、善通寺、熊本、久留米
  - 朝鮮軍管区
  - 台湾軍管区
  - 関東軍管区

### 弘前・善通寺師管の移動（1944）
1944年3月25日制定（27日公布、施行）の陸軍管区表改定（昭和19年軍令陸第3号）で、東北地方北部の弘前師管が北部軍管区から東部軍管区に移管した。これにより、北部軍管区は北海道・樺太・千島を覆う旭川師管だけを管轄するようになった。
- 1944年3月27日から6月15日まで[11]
  - 北部軍管区 - 旭川
  - 東部軍管区 - 東京、宇都宮、仙台、金沢、弘前
  - 中部軍管区 - 名古屋、京都、大阪、姫路
  - 西部軍管区 - 広島、善通寺、熊本、久留米
  - 朝鮮軍管区
  - 台湾軍管区
  - 関東軍管区

同年6月16日制定（19日公布、施行）の改定（昭和19年軍令陸第13号）で、四国の善通寺師管が西部軍管区から中部軍管区に移管した。
- 1944年6月19日から1945年2月10日まで[12]
  - 北部軍管区 - 旭川
  - 東部軍管区 - 東京、宇都宮、仙台、金沢、弘前
  - 中部軍管区 - 名古屋、京都、大阪、姫路、善通寺
  - 西部軍管区 - 広島、熊本、久留米
  - 朝鮮軍管区
  - 台湾軍管区
  - 関東軍管区

### 東北・東海軍管区の新設（1945）
1945年1月22日制定（24日公布、2月11日施行）の改定（昭和20年軍令陸第1号）で、2つの軍管区が内地に新設された。東北軍管区と東海軍管区で、これにともなって既存の軍管区の管轄地もずれ、大きな区割り変更になった。同年2月9日制定（10日公布、11日施行）の制度変更で、師管は師管区に改称したので、この改正は師管区への改称と同時に実施になった。
- 1945年2月11日から3月31日まで[13]
  - 北部軍管区 - 旭川師管区
  - 東北軍管区 - 仙台師管区、弘前師管区
  - 東部軍管区 - 東京師管区、宇都宮師管区、長野師管区
  - 東海軍管区 - 名古屋師管区、金沢師管区
  - 中部軍管区 - 大阪師管区、京都師管区、広島師管区、善通寺師管区
  - 西部軍管区 - 熊本師管区、久留米師管区
  - 朝鮮軍管区
  - 台湾軍管区
  - 関東軍管区

同じ軍令により、4月1日に朝鮮軍管区の下に師管区が5つ置かれることになった。
- 1945年4月1日から6月21日まで
  - 北部軍管区 - 旭川
  - 東北軍管区 - 仙台、弘前
  - 東部軍管区 - 東京、宇都宮、長野
  - 東海軍管区 - 名古屋、金沢
  - 中部軍管区 - 大阪、京都、広島、善通寺
  - 西部軍管区 - 熊本、久留米
  - 朝鮮軍管区 - 羅南、平壌、京城、大邱、光州
  - 台湾軍管区
  - 関東軍管区

### 中国・四国軍管区の新設（1945）
1945年6月20日制定（22日公布、施行）の改定（昭和20年軍令陸第17号）で、中国地方に中国軍管区、四国地方に四国軍管区が設けられた。広島師管区と善通寺師管区が昇格し、中部軍管区から分離したものである。新設軍管区の下には師管区がなく、直接連隊区が置かれた。軍管区はこの11区で8月の敗戦を迎えた。
- 1945年6月21日から敗戦まで
  - 北部軍管区 - 旭川
  - 東北軍管区 - 仙台、弘前
  - 東部軍管区 - 東京、宇都宮、長野
  - 東海軍管区 - 名古屋、金沢
  - 中部軍管区 - 大阪、京都
  - 中国軍管区
  - 四国軍管区
  - 西部軍管区 - 熊本、久留米
  - 朝鮮軍管区 - 羅南、平壌、京城、大邱、光州
  - 台湾軍管区
  - 関東軍管区